# Будуар

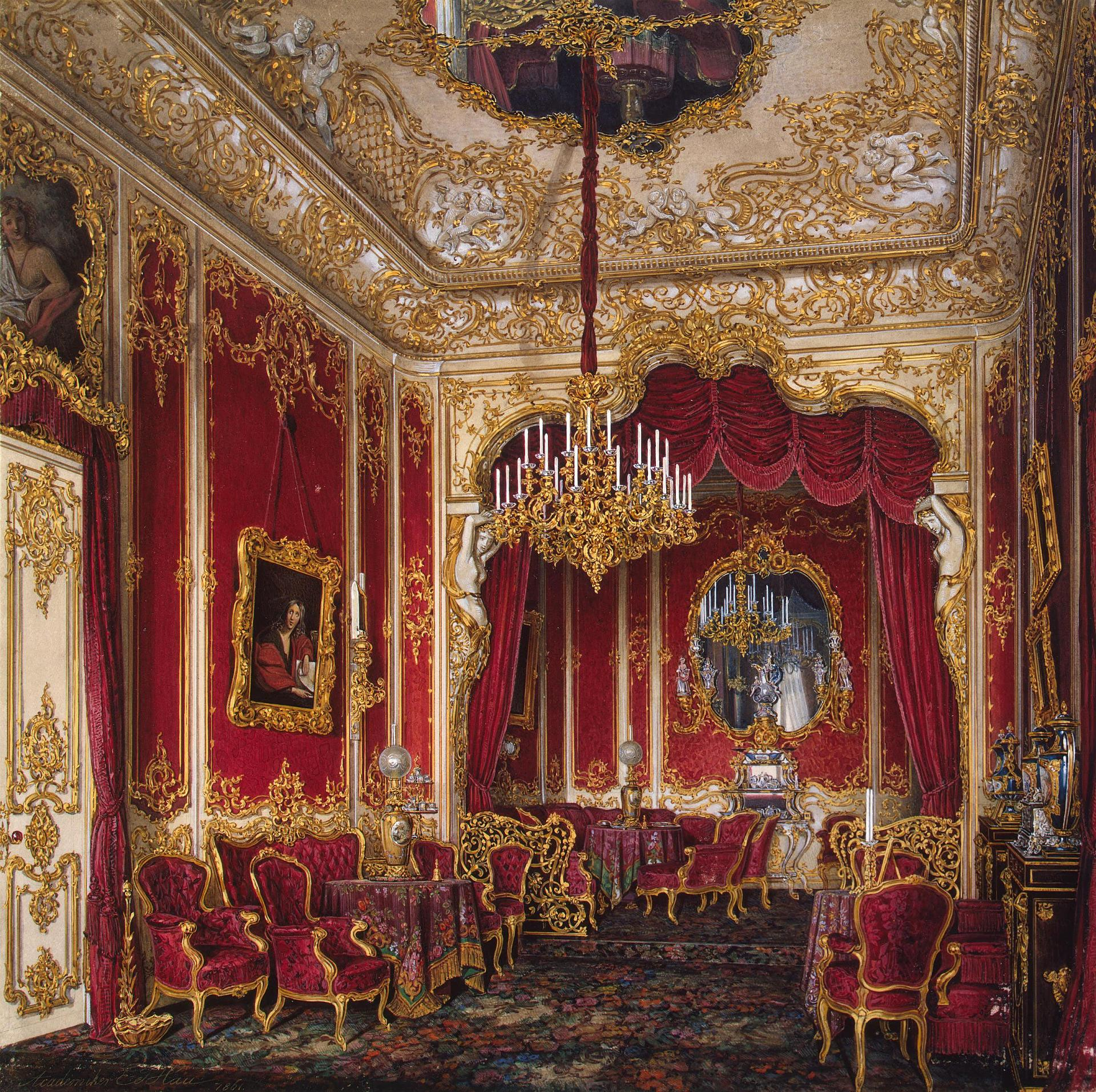
Будуар императрицы
Марии Александровны

Будуа́р (фр. boudoir (от bouder «дуться»)) — комната, принадлежащая женщине: ванная, гардероб, кухня и/или спальня.

## История термина
Термин будуар появился в XVIII веке. Исторически сложился как часть комнат, принадлежащих женщине и предназначенных для купания, одевания и/или сна. В 1777 году во дворце Фонтенбло появился будуар Марии-Антуанетты. 
Будуар можно считать аналогом кабинета для мужчины. По словарю Даля, будуар — «дамский кабинет; комната, где светская женщина проводит день свой и принимает близких; хозяйская, теремок, светёлка, горенка. Будуарные шашни»
В более поздние периоды будуары использовали для создания предметов искусства, посвящённых женщине. Именно спальни элитных куртизанок было принято называть будуарами. 
В многочисленных произведениях искусства, в частности скульптуры, живописи соответствующей эпохи, сюжет разворачивается в интерьере будуара. Так, на картине Уильяма Хогарта «Будуар графини» из цикла «Модный брак» (1743—1745) художник изобразил графиню, которая во время утреннего туалета, принимая многочисленных гостей, кокетничает со своим любовником.